# Piazzale degli Uffizi
Il piazzale degli Uffizi è un'area del centro storico di Firenze, dominata dal complesso degli Uffizi. Si accede alla piazza da via della Ninna, dal lungarno Anna Maria Luisa de' Medici, da via Lambertesca e da piazza della Signoria.

## Storia
Prima della creazione degli Uffizi, questa zona, afferente alla parrocchia di San Pier Scheraggio, era malsana e malfamata, abitata da operai di processi maleodoranti, come la tintura e la concia delle pelli, che riversavano le acque reflue nella gora dello Scheraggio. Assai diffusa era la prostituzione, tanto che il quartiere era anche chiamato della Baldracca, e tale cattiva fama era ad esempio ricordata nello spiacevole episodio del prete Amadio della Val di Pesa, che nel 1131 si era trovato qui in una locanda tanto mal circondato da preferire di dormire in strada all'addiaccio (dalle sue lamentele nascerà la Congrega di Gesù Pellegrino per accogliere degnamente i religiosi di passaggio in città). Qui si trovava anche la prima zecca, e varie strade e piazzette in cui ebbe anche sede, tra l'altro, l'Arte dei Fornai.
Cosimo I de' Medici decise di accorpare vicino alla sua nuova residenza di palazzo Vecchio tutte le magistrature fiorentine, sia per controllarle più facilmente, sia per dare un più efficiente servizio pubblico, concentrando in un luogo molte le istituzioni civili, giudiziarie e finanziarie (gli "uffizi", cioè uffici) fino ad allora sparse per la città. Il progetto di un nuovo, grande complesso fu affidato a Giorgio Vasari, che vi lavorò dal 1560 (con le demolizioni avviate fin dal 1545) alla sua morte nel 1574. L'architetto si ispirò a quanto aveva costruito Jacopo Sansovino in piazza San Marco a Venezia, con un'elegante cortina di loggiati ed edifici dalle stesse modulazioni architettoniche che circondano lo spazio urbano. Il cantiere del nuovo palazzo degli Uffizi poté dire ultimato nelle strutture essenziali venti anni dopo, nel 1580, quando la nuova fabbrica andò a saldarsi con l'edificio della Zecca formando un unico grande complesso che, attestato verso l'Arno con una grande loggia aperta, si chiudeva verso la piazza con l'antica loggia dei Lanzi, mentre verso il fiume e ancora oltre fino a palazzo Pitti si arricchiva di un collegamento soprelevato, Corridoio vasariano. Tra l'altro, morto appunto il Vasari nel 1574 e proseguiti i lavori da Alfonso Parigi e da Bernardo Buontalenti, venne da quest'ultimo sistemata la loggia ai piani superiori del palazzo, inizialmente concepita come una terrazza aperta.
Altri lavori di adeguamento si succedettero nei secoli XVIII e XIX, in particolare nel 1842-1846 si ebbe la decorazione delle ventotto nicchie con gli Uomini illustri toscani, nell'ambito di un progetto promosso da Vincenzo Batelli (ma sostanzialmente già previsto nel piano cinquecentesco).

## Descrizione

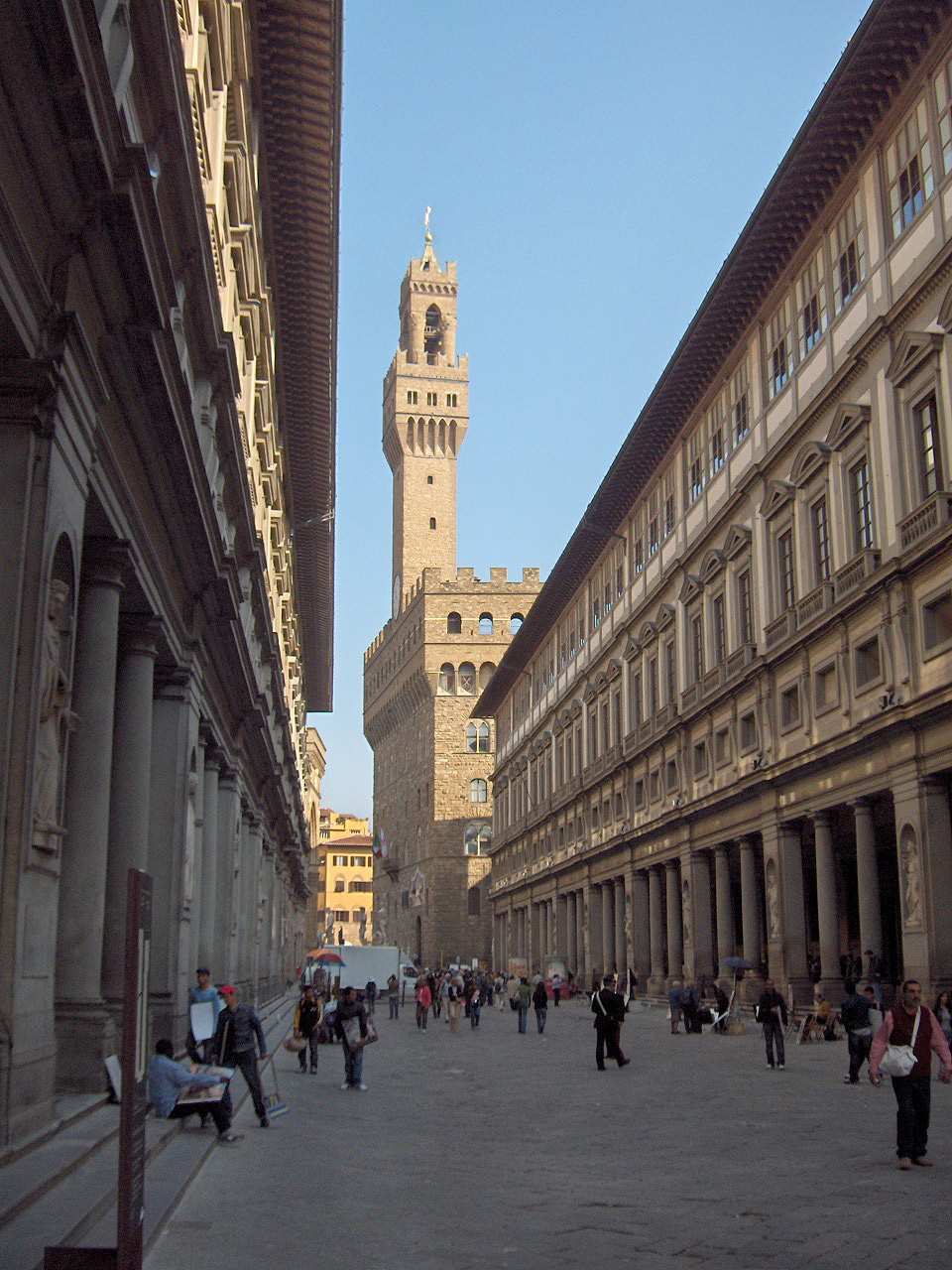
Veduta verso Palazzo Vecchio

Si tratta di uno spazio oltremodo scenografico e unitario, esaltato dal loggiato della fabbrica che si sviluppa senza soluzione di continuità, fornito di panche in pietre, e che funge da cannocchiale a inquadrare da un lato l'Arno, dall'altro la possente mole di Palazzo Vecchio con la sua torre. La pavimentazione è in lastricato alla rinfusa.
All'esterno degli Uffizi sono da segnalare le ventotto statue in marmo di illustri toscani, collocate nelle nicchie dei pilastri del portico (quattro a guardare l'Arno sul lungarno Anna Maria Luisa de' Medici), eseguite tra il 1842 e il 185, dai maggiori scultori del tempo.
Nell'angolo più vicino a via della Ninna (lato "lungo", ad est) si trova l'entrata ottocentesca al museo, tra le due statue di Lorenzo e Cosimo de' Medici, corrispondente a quello che resta dell'aula di San Pier Scheraggio. Seguono tutte le altre porte del complesso, corrispondenti allo scalone, alla ex-biglietteria e a tutti i vani del piano terra, con iscrizioni sui portali che ricordano le magistrature che qui ebbero originariamente sede. Su uno dei portali vicino all'Arno si trova un Busto del Salvatore, pregevole opera sei-settecentesca.
Il braccio centrale, del Verone, è aperto scenograficamente sull'Arno. Sull'arco mediano, a guardare il piazzale interno, è una statua raffigurante Cosimo I, opera del Giambologna (1585), affiancata da due sculture allegoriche raffiguranti il Rigore e l'Equità, di Vincenzo Danti (1566).
Sul lato corto (ovest) si trovano la nuova biglietteria (inaugurata nel maggio 2021), l'Auditorium Vasari e la portineria degli uffici, da cui si raggiungono vari ambienti del piano terra. L'ultima porta, verso nord, è dell'Accademia dei Georgofili, la cui sede si sviluppa in profiondità fino alla torre dei Pulci. Sotto la volta di via Lambertesca si trova la Porta delle Suppliche, di Buontalenti, piccolo gioiello dell'architettura manierista, e più avanti l'edificio delle Reali Poste; infine, poco prima della loggia dei Lanzi, una delle uscite del museo, corrispondente al percorso "breve" attraverso lo "scalone Natalini".
Nel piazzale sono regolarmente presenti artisti di strada.

### Le statue
Non è chiaro se Vasari avesse inteso le nicchie nei pilastri del loggiato come puro elemento chiaroscurale o come sede per un ciclo statuario, anche se questa seconda ipotesi è sempre stata data come più plausibile. Verso il 1834 l'idea di usarle per un ciclo celebrativo degli uomini più illustri di Toscana partì da un tipografo ed editore, Vincenzo Batelli, il quale riuscì a convincere le istituzioni cittadine della sua idea, purché riuscisse a trovare le risorse necessarie per l'impresa. Messa su una deputazione presieduta dal principe Andrea Corsini, dai marchesi Gino Capponi e Pietro Torrigiani, dal conte Luigi de Cambray-Digny e dall'avvocato Cesare Capoquadri, venne calcolato che se si fossero trovati quattromila sottoscrittori disposti a donare un fiorino al mese per trenta mesi i costi sarebbero stati coperti. Riuscendo però a reperirne solo settecento, il Batelli creò un'altra deputazione composta dagli artisti della scena toscana e presieduta dallo scolopio Giovanni Benericelli Talenti, la quale ebbe altre brillanti idee per aumentare la cassa, come l'organizzazione di quattro grosse tombole all'anno, con la ripartizione dei premi particolarmente allettante, studiata scientificamente dal matematico scolopio Giovanni Antonelli. I fondi furono presto sufficienti per avviare l'impresa e le statue vennero tutte eseguite da migliori scultori attivi sulla scena dell'Accademia di Belle Arti, nel giro di otto anni.
La scelta dei personaggi, per quanto si inserisse in un filone ben radicato nella cultura cittadina del culto dei suoi uomini più illustri, si ispirò a un programma particolarmente ampio di vedute, includendo esponenti delle arti figurative, della letteratura, delle scienze politiche e giuridiche, delle arti militari, dell'esplorazione, delle scienze meccaniche, della biologia e delle scienze mediche, della filosofia, della musica. Arnolfo di Cambio e Brunelleschi per esempio non vennero scelti, perché già celebrati da Luigi Pampaloni nel 1830 nel palazzo dei Canonici del Duomo.
Il tema celebrativo venne ripreso idealmente qualche anno dopo nella decorazione della facciata di Santa Maria del Fiore, ed ebbe un tentativo di continuazione nelle nicchie della loggia del Mercato Nuovo, che però si fermò a sole tre statue su otto. 
| Immagine | Statua                    | Effigiato                       | Autore                | Data       | Posizione                            | Note |
| -------- | ------------------------- | ------------------------------- | --------------------- | ---------- | ------------------------------------ | --- |
|          | Cosimo Pater Patriae      | Cosimo de' Medici               | Luigi Magi            | 1846       | Loggiato est interno                 | Firmata L. M. F.[ece] |
|          | Lorenzo il Magnifico      | Lorenzo de' Medici              | Gaetano Grazzini      | 1846       | Loggiato est interno                 | |
|          | Andrea Orgagna            | Andrea di Cione detto l'Orcagna | Niccolò Bazzani       | 1843       | Loggiato est esterno                 | Firmata N. BAZZANTI F.[ece]. La grafia "Orgagna" è ormai desueta. |
|          | Niccola Pisano            | Nicola Pisano                   | Pio Fedi              | 1849       | Loggiato est esterno                 | Firmata P. FEDI S.[colpì]. Fu donata da Leopoldo II di Lorena |
|          | Giotto                    | Giotto                          | Giovanni Duprè        | 1845       | Loggiato est esterno                 | Fu donata dalla garnduchessa Maria Antonia di Borbone-Due Sicilie |
|          | Donatello                 | Donatello                       | Girolamo Torrini      | 1848       | Loggiato est esterno                 | |
|          | Leon Batt. Alberti        | Leon Battista Alberti           | Giovanni Lusini       | 1850       | Loggiato est esterno                 | |
|          | Leonardo da Vinci         | Leonardo da Vinci               | Luigi Pampaloni       | 1842       | Loggiato est esterno                 | |
|          | Michelang. Buonarroti     | Michelangelo Buonarroti         | Emilio Santarelli     | 1842       | Loggiato est esterno                 | |
|          | Dante Allighieri          | Dante Alighieri                 | Emilio Demi           | 1842       | Loggiato est esterno                 | Firmata E. DEMI F.[ece]. Alla statua di Dante, qui nominato con la grafia "Allighieri", venne dedicato un epigramma scurrile, poiché aveva già una statua nel cenotafio dentro Santa Croce, seduta e accigliata, e qui solleva un dito verso il naso, non lontano dalla statua di Pier Capponi che straccia i patti di Carlo VIII: «Dante, poeta dell'itala Musa, / in Santa Croce la fa e qui l'annusa / e perché non si sporchi i pantaloni / la carta gli fornisce Pier Capponi!» |
|          | Francesco Petrarca        | Francesco Petrarca              | Andrea Leoni          | 1845       | Loggiato est esterno                 | Firmata A. LEONI F.[ece] L'A[nn]° 1845 |
|          | Giovanni Boccaccio        | Giovanni Boccaccio              | Odoardo Fantacchiotti | 1843       | Loggiato est esterno                 | |
|          | Niccolò Macchiavelli      | Niccolò Machiavelli             | Lorenzo Bartolini     | 1843       | Loggiato est esterno                 | La statua riporta il nome "Macchiavelli", con la grafia con la doppia C che oggi è generalmente scartata. |
|          | F. Guicciardini           | Francesco Guicciardini          | Luigi Cartei          | 1847       | Loggiato est esterno                 | Firmata L. Cartei. F.[ece] 1847 |
|          | Amerigo Vespucci          | Amerigo Vespucci                | Gaetano Grazzini      | 1846       | Loggiato del Verone, lato piazzale   | Firmata GAEO GRAZINI |
|          | Francesco Ferrucci        | Francesco Ferrucci              | Pasquale Romanelli    | 1847       | Lungarno Anna Maria Luisa de' Medici | |
|          | Giovanni delle Bande Nere | Giovanni delle Bande Nere       | Temistocle Guerrazzi  | 1856       | Lungarno Anna Maria Luisa de' Medici | |
|          | Pier Capponi              | Pier Capponi                    | Torello Bacci         | 1844       | Lungarno Anna Maria Luisa de' Medici | |
|          | Farinata degli Uberti     | Farinata degli Uberti           | Francesco Pozzi       | 1844       | Lungarno Anna Maria Luisa de' Medici | Firmata FO POZZI S.[colpì] |
|          | Galileo Galilei           | Galileo Galilei                 | Aristodemo Costoli    | 1851       | Loggiato del Verone, lato piazzale   | Firmata COSTOLI. Fu donata dal principe ereditario Ferdinando |
|          | Pier Antonio Micheli      | Pier Antonio Micheli            | Vincenzo Consani      | 1856       | Loggiato ovest esterno               | Firmata V. CONSANI DI LVCCA F.[ece] 1856 |
|          | Francesco Redi            | Francesco Redi                  | Pietro Costa (?)      | 1880 circa | Loggiato ovest esterno               | |
|          | Paolo Mascagni            | Paolo Mascagni                  | Lodovico Caselli      | 1852       | Loggiato ovest esterno               | Firmata LCO. CASELLI S.[colpì] |
|          | Andrea Cesalpino          | Andrea Cesalpino                | Pio Fedi              | 1854       | Loggiato ovest esterno               | Firmata FEDI S.[colpì] |
|          | S. Antonino               | Antonino Pierozzi               | Giovanni Dupré        | 1854       | Loggiato ovest esterno               | Firmata G. DUPRÈ F.[ece] 1854 |
|          | Accorso                   | Accursio                        | Odoardo Fantacchiotti | 1852       | Loggiato ovest esterno               | |
|          | Guido Aretino             | Guido monaco                    | Lorenzo Nencini       | 1847       | Loggiato ovest esterno               | Firmata LO NENCINI F.[ece] 1847 |
|          | Benvenuto Cellini         | Benvenuto Cellini               | Ulisse Cambi          | 1845       | Lato ovest Reali Poste               | Firmata ULISSE CAMBI F.[ece] 1845 |

## Bibliografia

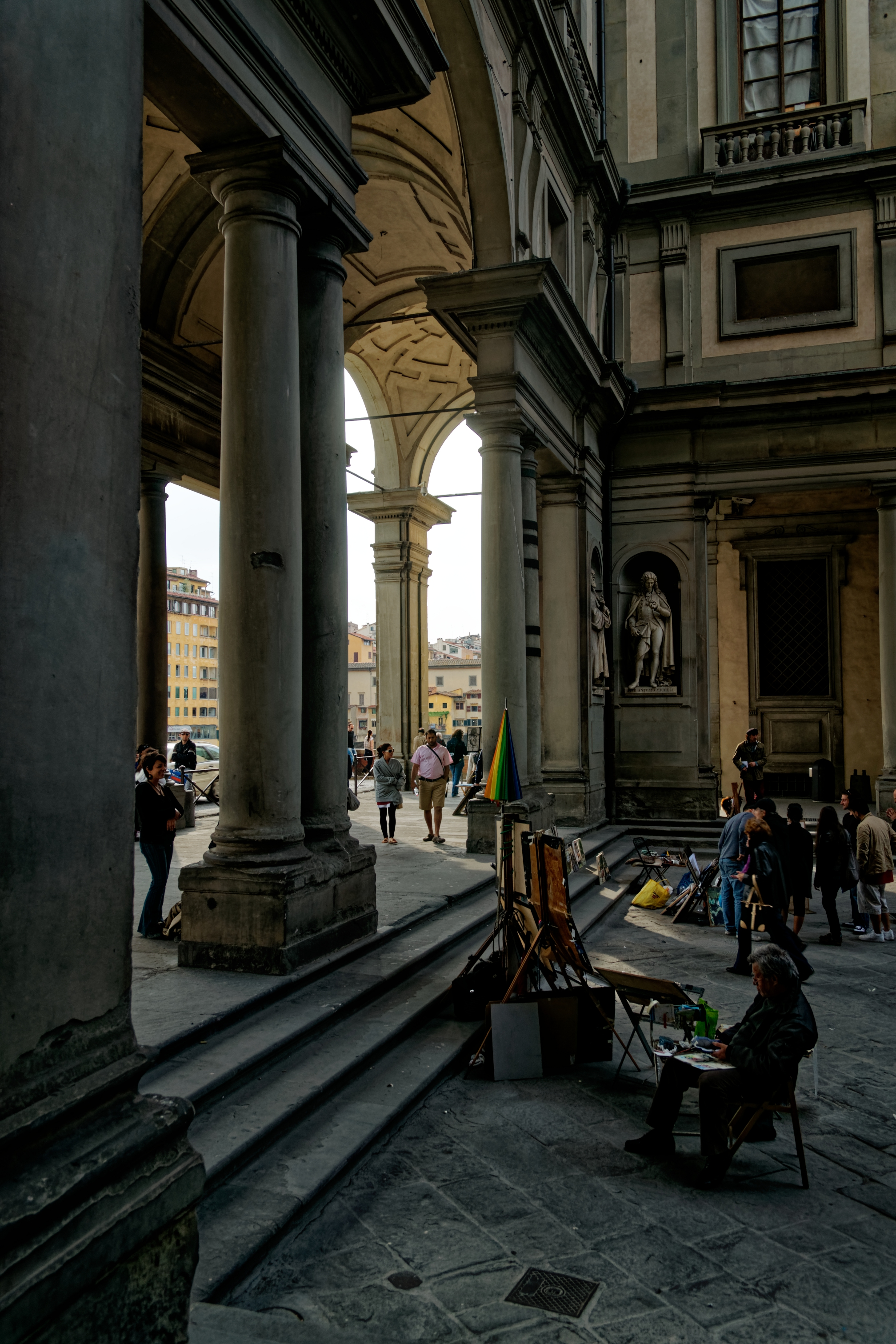
Il passaggio verso l'Arno con gli artisti di strada